# Herpsilochmus motacilloides
Herpsilochmus motacilloides là một loài chim trong họ Thamnophilidae.